# 영웅적 게릴라

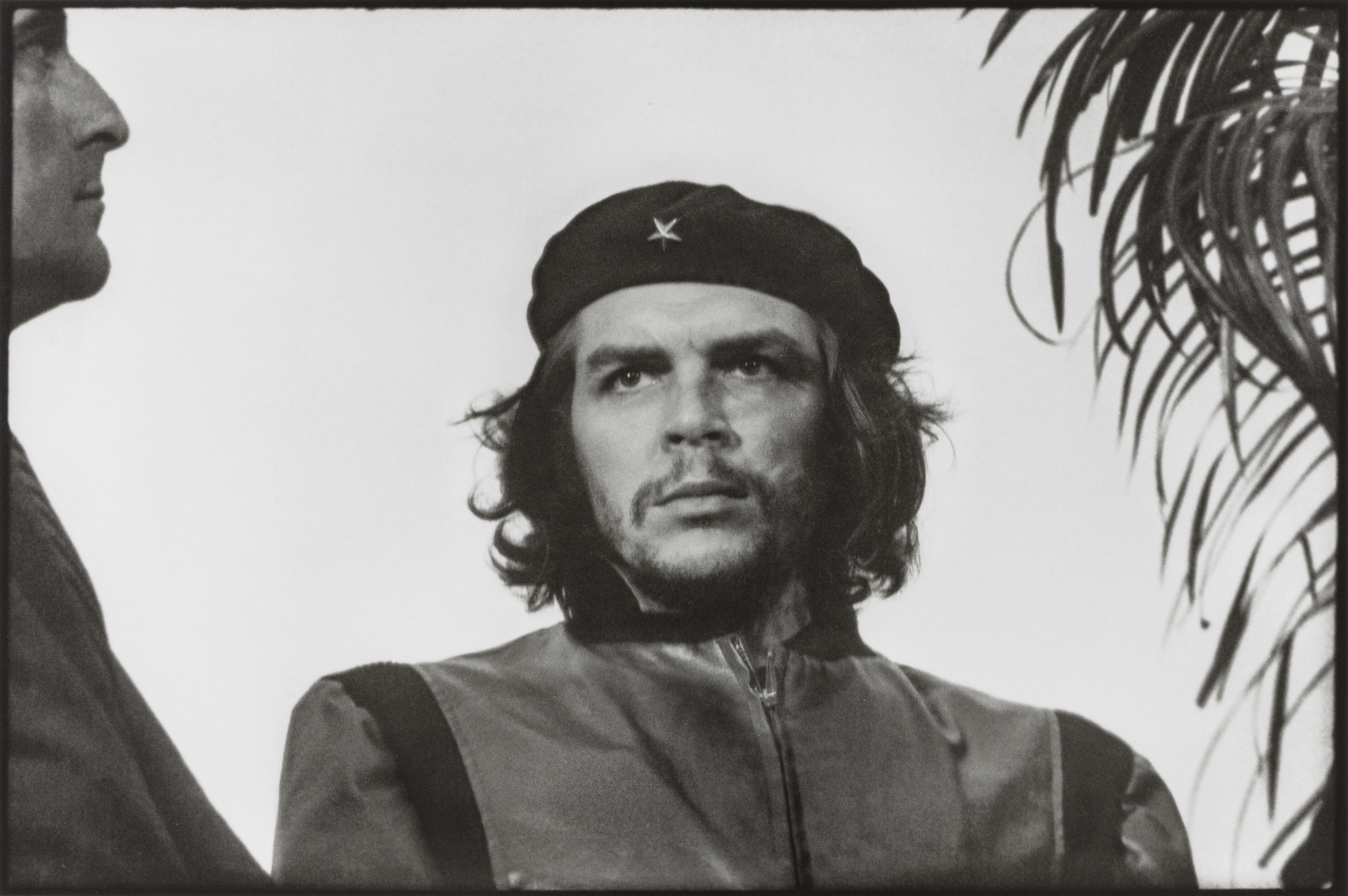
영웅적 게릴라의 원본 사진

〈영웅적 게릴라〉(스페인어: Guerrillero Heroico 게릴레로 에로이코[*])는 아르헨티나와 쿠바 그리고 볼리비아의 마르크스-레닌주의 혁명가 에르네스토 체 게바라의 모습을 촬영한 사진이다. 1960년 3월 5일 알베르토 코르다가 촬영했다. 20세기에 가장 많이 사용된 사진이다.